# Montipora vaughani
Espèce
Statut de conservation UICN

 DD  : Données insuffisantes
Montipora vaughani est une espèce de coraux de la famille des Acroporidae.

## Taxonomie
Attention, cette espèce, Montipora vaughani Hoffmeister, 1925, ne doit pas être confondue avec Montipora vaughani Nemenzo & Montecillo, 1985 qui est un taxon que le WoRMS considère comme invalide.

## Publication originale
- Hoffmeister, 1925 : Some corals from America Samoa and the Fiji Islands. Papers from the Department of Marine Biology of the Carnegie Institution of Washington, vol. 22, pp. 1-90 (en).